# Amarrendia nemoribus
Amarrendia nemoribus är en svampart som beskrevs av Bougher & T. Lebel 2002. Amarrendia nemoribus ingår i släktet Amarrendia och familjen Amanitaceae.   Inga underarter finns listade i Catalogue of Life.